# ジレンマ (speenaの曲)
「ジレンマ」は、speenaの3枚目のシングルで、avex traxから2001年8月17日に発売された。アルバム『much much more!!』に収録。

## 概要
作詞・作曲はカナコ、編曲は木村玲及びspeena。ただしカップリング曲の作詞のみショーコが担当した。表題曲の「ジレンマ」はアルバム『much much more!!』に収録されているが、shelaに提供した『feel』の改作・セルフカヴァーであるカップリング曲の「sixteen」はアルバム非収録曲である。また「ジレンマ」は2001年夏に放送された日本テレビ系ドラマ『ビューティ7』エンディングテーマとして使用された。
オリコンチャートのランキングでは最高22位、登場回数10回を記録した。また、同じくオリコンの売上ランキングによるとこのシングル及びその収録アルバムともにspeenaの作品中最大のヒットとなっている。
歌詞は、1990年代後半に社会現象となったアニメ『新世紀エヴァンゲリオン』の登場キャラクター、惣流・アスカ・ラングレー（以下、アスカ）の心情をモチーフにしており、主人公・碇シンジ（以下、シンジ）に対するアスカの想いと、その想いを抱きながらも愛憎に近い感情をぶつけてしまうジレンマを表現している。Aメロの歌詞にある「あなたが全部……あたし何もいらない」の一節は『新世紀エヴァンゲリオン劇場版 Air/まごころを、君に』においてアスカがシンジに言ったセリフと同一である（ただし、二人称がアンタからあなたになっている）。また、エヴァンゲリオンでは主人公シンジの精神世界においてジレンマは大きな葛藤の一つであり、その一部であるシンジの対人関係における特徴を、テレビ版第参話と『ヱヴァンゲリヲン新劇場版:破』で赤木リツコはヤマアラシのジレンマに例えているとされていた。
このような解釈に対し、作詞者であるカナコ本人は「アスカのイメージソングではない」と否定しているが、聞き手が曲と『新世紀エヴァンゲリオン』のイメージをだぶらせることは歓迎している。
- 調：変ロ長調（B♭）

## 収録曲
| 全編曲: 木村玲、speena。 |                            |           |           |       |
| #                        | タイトル                   | 作詞      | 作曲      | 時間  |
| 1.                       | 「ジレンマ」               | カナコ    | カナコ    | 3:44  |
| 2.                       | 「sixteen」                | ショーコ  | カナコ    | 5:00  |
| 3.                       | 「ジレンマ」(Instrumental) | カナコ    | カナコ    | 3:43  |
| 4.                       | 「sixteen」(Instrumental)  | ショーコ  | カナコ    | 4:56  |
| 合計時間:                | 合計時間:                  | 合計時間: | 合計時間: | 17:23 |

## タイアップ
- 日本テレビ系ドラマ『ビューティ7』エンディングテーマ
- 日本テレビ系ドラマShin-D『チェリー』オープニングテーマ
- 日本テレビ系『AX MUSIC-FACTORY』AX POWER PLAY #045（エンディングテーマ）